# 鹿児島市立西伊敷小学校
鹿児島市立西伊敷小学校（かごしましりつにしいしきしょうがっこう）は、鹿児島県鹿児島市西伊敷四丁目にある市立小学校。

## 沿革
- 1974年（昭和49年） - 鹿児島市立伊敷小学校から分離し開校
- 1986年（昭和61年） - 鹿児島市立花野小学校を分離

## 通学区域
- 岡之原町の一部
- 西伊敷一丁目から七丁目の全域